# Thinlä Thajä Dordže
Thinlä Thaje Dordže (6. května 1983 Lhasa, Tibet) byl rozpoznán jako Jeho Svatost 17. Karmapa linie Karma Kagjü, spadající pod jednu z nejznámějších škol tibetského buddhismu, Kagjü. Jako 17. Karmapu jej rozpoznal 14. Žamarpa Mipham Čhökji Lodö, druhý nejvyšší lama v linii Karma Kagjü. 
Thinlä Thajä Dordže žije v současné době[kdy?] v Kalimpongu v severovýchodní Indii.
Žáky a stoupence má po celém světě a již několikrát navštívil také Evropu, poprvé v roce 2000, kdy přijel na pozvání Oleho Nydahla do Düsseldorfu v Německu. Tam jej uvítalo více než 6000 západních studentů, kteří zde od Karmapy obdrželi učení a iniciace, buddhistické útočiště a sliby bódhisattvy. Od té doby navštívil mimo jiné země také Česko, Slovensko, Polsko, Rakousko, Maďarsko, Velkou Británii, Španělsko a Francii. Na Východě má Karmapa mimo jiné také rozsáhlé aktivity v Indii, Nepálu a Singapuru.
Pod jeho vedením se nachází více než 710 buddhistických center a klášterů linie Karma Kagjü v 51 zemích.

### Spor o následnictví v linii
Již mnoho let probíhá tzv. spor o 17. Karmapu, kdy odpůrci Thinlä Thajä Dordžeho odmítli uznat jako inkarnaci 16. Karmapy a považují za 17. Karmapu Ogjän Thinlä Dordžeho, kandidáta podporovaného komunistickou Čínou. 
Ogjän Thinlä byl rozpoznán jako první a uznán velkým mistrem Dalajlámou. Sám nakonec před Čínou utekl a dál tím jasně najevo svoji duchovní nezávislost.
Stejně tak tu panuje názor velkých mistrů, kteří tvrdí, že se 16. Karmapa dokonce převtělil do třech různých bytostí. A také to, že se stává, že vědomí mysli se prostě rozštěpí a nezůstane v jednom těle. 
Oba karmapové se sešli 11. října 2018, a dokonce vydali společné krátké prohlášení.